# Henri Kontinen
 Henri Kontinen  (Hèlsinki, 19 de juny de 1990) és un tennista professional finlandès especialista en les proves de dobles, arribant a ser número 1 del rànquing l'any 2017. EN el seu palmarès destaquen dos títols de Grand Slam, l'Open d'Austràlia 2017 amb John Peers en dobles masculins i Wimbledon 2016 amb Heather Watson en dobles mixts.
El seu germà Micke Kontinen també fou tennista professional.

## Torneigs de Grand Slam

### Dobles masculins: 2 (1−1)
| Resultat  | Núm. | Any  | Torneig          | Parella    | Oponents                            | Marcador    |
| --------- | ---- | ---- | ---------------- | ---------- | ----------------------------------- | ----------- |
| Guanyador | 1.   | 2017 | Open d'Austràlia | John Peers | Bob Bryan Mike Bryan                | 7−5, 7−5    |
| Finalista | 1.   | 2019 | Open d'Austràlia | John Peers | Pierre-Hugues Herbert Nicolas Mahut | 4−6, 6−7(1) |

### Dobles mixtos: 2 (1−1)
| Resultat  | Núm. | Any  | Torneig   | Parella        | Oponents                         | Marcador    |
| --------- | ---- | ---- | --------- | -------------- | -------------------------------- | ----------- |
| Guanyador | 1.   | 2016 | Wimbledon | Heather Watson | Anna-Lena Grönefeld Robert Farah | 7−6(5), 6−4 |
| Finalista | 1.   | 2017 | Wimbledon | Heather Watson | Martina Hingis Jamie Murray      | 6−4, 6−4    |

## Palmarès

### Dobles masculins: 30 (24−6)
| Llegenda                          |
| --------------------------------- |
| Grand Slams (1−1)                 |
| ATP Finals (2−0)                  |
| ATP World Tour Masters 1000 (3−1) |
| ATP World Tour 500 (6−2)          |
| ATP World Tour 250 (12−2)         |

| Títols per superfície |
| --------------------- |
| Dura (19−5)           |
| Gespa (1−0)           |
| Terra batuda (4−1)    |

| Resultat  | Núm. | Data                   | Torneig                                    | Superfície   | Parella                | Oponents                             | Marcador             |
| --------- | ---- | ---------------------- | ------------------------------------------ | ------------ | ---------------------- | ------------------------------------ | -------------------- |
| Guanyador | 1.   | 2 d'agost de 2014      | Kitzbühel, Àustria                         | Terra batuda | Jarkko Nieminen        | Daniele Bracciali Andrey Golubev     | 6−1, 6−4             |
| Finalista | 1.   | 21 de setembre de 2014 | Metz, França                               | Dura (i)     | Marin Draganja         | Mariusz Fyrstenberg Marcin Matkowski | 7−6(3), 3−6, [8−10]  |
| Finalista | 2.   | 26 d'octubre de 2014   | Basilea, Suïssa                            | Dura (i)     | Marin Draganja         | Vasek Pospisil Nenad Zimonjić        | 6−7(13), 6−1, [5−10] |
| Guanyador | 2.   | 8 de febrer de 2015    | Zagreb, Croàcia                            | Dura (i)     | Marin Draganja         | Fabrice Martin Purav Raja            | 6−4, 6−4             |
| Guanyador | 3.   | 22 de febrer de 2015   | Marsella, França                           | Dura (i)     | Marin Draganja         | Colin Fleming Jonathan Marray        | 6−4, 3−6, [10−8]     |
| Guanyador | 4.   | 26 d'abril de 2015     | Barcelona, Espanya                         | Terra batuda | Marin Draganja         | Jamie Murray John Peers              | 6−3, 6−7(6), [11−9]  |
| Finalista | 3.   | 8 d'agost de 2015      | Kitzbühel                                  | Terra batuda | Robin Haase            | Nicolás Almagro Carlos Berlocq       | 7−5, 3−6, [9−11]     |
| Guanyador | 5.   | 27 de setembre de 2015 | Sant Petersburg, Rússia                    | Dura (i)     | Treat Huey             | Julian Knowle Alexander Peya         | 7−5, 6−3             |
| Guanyador | 6.   | 4 d'octubre de 2015    | Kuala Lumpur, Malàisia                     | Dura (i)     | Treat Huey             | Raven Klaasen Rajeev Ram             | 7−6(4), 6−2          |
| Guanyador | 7.   | 10 de gener de 2016    | Brisbane, Austràlia                        | Dura         | John Peers             | James Duckworth Chris Guccione       | 7−6(4), 6−1          |
| Guanyador | 8.   | 1 de maig de 2016      | Múnic, Alemanya                            | Terra batuda | John Peers             | Juan Sebastián Cabal Robert Farah    | 6−3, 3−6, [10−7]     |
| Guanyador | 9.   | 17 de juliol de 2016   | Hamburg, Alemanya                          | Terra batuda | John Peers             | Daniel Nestor Aisam-ul-Haq Qureshi   | 7−5, 6−3             |
| Guanyador | 10.  | 27 d'agost de 2016     | Winston-Salem, Estats Units                | Dura         | Guillermo García López | Andre Begemann Leander Paes          | 4−6, 7−6(6), [10−8]  |
| Guanyador | 11.  | 25 de setembre de 2016 | Sant Petersburg (2)                        | Dura (i)     | Dominic Inglot         | Andre Begemann Leander Paes          | 4−6, 6−3, [12−10]    |
| Finalista | 4.   | 16 d'octubre de 2016   | Xangai, Xina                               | Dura         | John Peers             | Jack Sock John Isner                 | 4−6, 4−6             |
| Guanyador | 12.  | 6 de novembre de 2016  | París, França                              | Dura (i)     | John Peers             | Pierre-Hugues Herbert Nicolas Mahut  | 6−4, 3−6, [10−6]     |
| Guanyador | 13.  | 20 de novembre de 2016 | ATP World Tour Finals, Londres, Regne Unit | Dura (i)     | John Peers             | Raven Klaasen Rajeev Ram             | 2−6, 6−1, [10−8]     |
| Guanyador | 14.  | 29 de gener de 2017    | Open d'Austràlia, Austràlia                | Dura         | John Peers             | Bob Bryan Mike Bryan                 | 7−5, 7−5             |
| Guanyador | 15.  | 6 d'agost de 2017      | Washington DC, Estats Units                | Dura         | John Peers             | Łukasz Kubot Marcelo Melo            | 7−6(5), 6−4          |
| Guanyador | 16.  | 8 d'octubre de 2017    | Pequín, Xina                               | Dura         | John Peers             | Jack Sock John Isner                 | 6−3, 3−6, [10−7]     |
| Guanyador | 17.  | 15 d'octubre de 2017   | Xangai                                     | Dura         | John Peers             | Łukasz Kubot Marcelo Melo            | 6−4, 6−2             |
| Guanyador | 18.  | 19 de novembre de 2017 | ATP World Tour Finals, Londres (2)         | Dura (i)     | John Peers             | Łukasz Kubot Marcelo Melo            | 6−4, 6−2             |
| Guanyador | 19.  | 7 de gener de 2018     | Brisbane (2)                               | Dura         | John Peers             | Leonardo Mayer Horacio Zeballos      | 3−6, 6−3, [10−2]     |
| Guanyador | 20.  | 24 de juny de 2018     | Londres, Regne Unit                        | Gespa        | John Peers             | Jamie Murray Bruno Soares            | 6−4, 6−3             |
| Guanyador | 21.  | 12 d'agost de 2018     | Toronto, Canadà                            | Dura         | John Peers             | Raven Klaasen Michael Venus          | 6−2, 6−7(7), [10−6]  |
| Finalista | 5.   | 27 de gener de 2019    | Open d'Austràlia                           | Dura         | John Peers             | Pierre-Hugues Herbert Nicolas Mahut  | 4−6, 6−7(1)          |
| Guanyador | 22.  | 17 de febrer de 2019   | Rotterdam, Països Baixos                   | Dura (i)     | Jérémy Chardy          | Jean-Julien Rojer Horia Tecău        | 7−6(5), 7−6(4)       |
| Guanyador | 23.  | 20 d'octubre de 2019   | Estocolm, Suècia                           | Dura (i)     | Édouard Roger-Vasselin | Mate Pavić Bruno Soares              | 6−4, 6−2             |
| Finalista | 6.   | 16 de febrer de 2020   | Rotterdam                                  | Dura (i)     | Jan-Lennard Struff     | Pierre-Hugues Herbert Nicolas Mahut  | 6−7(5), 6−4, [7−10]  |
| Guanyador | 24.  | 28 de febrer de 2021   | Montpeller, França                         | Dura (i)     | Édouard Roger-Vasselin | Jonathan Erlich Andrei Vasilevski    | 6−2, 7−5             |

#### Períodes com a número 1
| Núm. | Precedit per  | Dates                   | Succeït per  | Setmanes | Acumulat |
| ---- | ------------- | ----------------------- | ------------ | -------- | -------- |
| 1.   | Nicolas Mahut | 03/04/2017 − 17/07/2017 | Marcelo Melo | 15       | 15       |
| 2.   | Marcelo Melo  | 21/08/2017 − 05/11/2017 | Marcelo Melo | 11       | 26       |

### Dobles mixts: 2 (1−1)
| Resultat  | Núm. | Data                 | Torneig               | Superfície | Parella        | Oponents                         | Marcador    |
| --------- | ---- | -------------------- | --------------------- | ---------- | -------------- | -------------------------------- | ----------- |
| Guanyador | 1.   | 10 de juliol de 2016 | Wimbledon, Regne Unit | Gespa      | Heather Watson | Anna-Lena Grönefeld Robert Farah | 7−6(5), 6−4 |
| Finalista | 1.   | 16 de juliol de 2017 | Wimbledon             | Gespa      | Heather Watson | Martina Hingis Jamie Murray      | 4−6, 4−6    |

## Trajectòria

### Dobles masculins
| Open d'Austràlia | A   | A   | A   | A   | A    | A   | A     | 1R    | 2R    | G     | 2R    | F     | QF   | 1R | 1 / 7     | 16 – 6    |
| Roland Garros | A   | A   | A   | A   | A    | A   | 2R    | 2R    | 2R    | 1R    | QF    | 3R    | 1R   | 1R | 0 / 8     | 8 – 8     |
| Wimbledon | A   | A   | A   | A   | A    | A   | 1R    | 1R    | QF    | SF    | 1R    | QF    | NC   | 2R | 0 / 7     | 11 – 7    |
| US Open | A   | A   | A   | A   | A    | A   | 1R    | 1R    | 2R    | SF    | 2R    | 2R    | A    | 1R | 0 / 7     | 7 – 7     |
| ATP World Tour Finals | A   | A   | A   | A   | A    | A   | A     | A     | G     | G     | RR    | A     | A    |    | 2 / 3     | 9 – 2     |
| Total Victòries−Derrotes                                                                                                   | 1−1 | 2−2 | 1−2 | 1−0 | 0−0  | 2−1 | 19−13 | 31−21 | 52−20 | 43−17 | 22−18 | 32−21 | 13−8 |    | 219 – 126 | 219 – 126 |
| Rànquing a final d'any | 585 | 248 | 280 | 769 | 1358 | 128 | 46    | 31    | 7     | 3     | 26    | 17    | 33   |    |           |           |
| Llegenda: G: Guanyador; F: Finalista; SF: Semifinalista; QF: Quarts de final; Q: Qualificació; A: Absent; RR: Round Robin; |     |     |     |     |      |     |       |       |       |       |       |       |      |    |           |           |

### Dobles mixts
| Open d'Austràlia | A  | A  | A  | A  | 2R | A  | SF | 1R | 0 / 3 | 4 – 3  |
| Roland Garros | A  | SF | 2R | A  | 1R | A  | NC | A  | 0 / 6 | 8 – 6  |
| Wimbledon | 1R | 2R | G  | F  | 3R | 2R | NC | 1R | 0 / 7 | 15 – 7 |
| US Open | A  | QF | 1R | 1R | 1R | QF | NC |    | 0 / 5 | 4 – 5  |
| Llegenda: G: Guanyador; F: Finalista; SF: Semifinalista; QF: Quarts de final; Q: Qualificació; A: Absent; RR: Round Robin; |    |    |    |    |    |    |    |    |       |        |